# Condado de Hampden
El condado de Hampden (en inglés: Hampden County) fundado en 1812, es uno de los catorce condados del estado estadounidense de Massachusetts. En el 2008 el condado tenía una población de 482 228 habitantes. La sede del condado es Springfield.

## Geografía
Según la Oficina del Censo, el condado tiene un área total de 1634 km² (630,9 mi²), de la cual 1602 km² (618,5 mi²) es tierra y 41 km² (15,8 mi²) (2.48%) es agua.

## Ley y Gobierno
al igual que los 8 de los 14 condados que existe en Massachusetts ese condado solo existe en los mapas, debido a que el Gobierno del Condado de Hampden fue abolido el 1 de julio de 1998 y todas sus funciones fueron transferidas a las agencias estatales, a pesar de que el Sheriff y algunos otros funcionarios regionales con funciones específicas aún son elegidos localmente para realizar funciones dentro del condado.

## Demografía

Pirámide de edad en el condado

Según el censo en 2004, hubo 461.228 personas, 115.690 hogares, y 115.690 familias residiendo en el condado. La densidad poblacional era de 738 personas por milla cuadrada (285/km²). En el 2000 había 185.876 unidades unifamiliares en una densidad de 116 km² (44,8 mi²). La demografía del condado era de 79,10% blancos, 8,10% afroamericanos, 0,26% amerindios, 1,30% asiáticos, 0.07% isleños del Pacífico, 8,85% de otras razas y 2,32% de dos o más razas. 15,17% de la población era de origen hispano o latino de cualquier raza. 77,9% de la población hablaba inglés, 13,0% español en casa como lengua materna.
La renta per cápita promedia del condado era de 39.718 $, y el ingreso promedio para una familia era de 49.257 $. En 2000 los hombres tenían un ingreso per cápita de 37.676 $ versus 27.621 $ para las mujeres. El ingreso per cápita para el condado era de 19,54 $ y el 14,70% de la población estaba bajo el umbral de pobreza nacional.